# Рональд Дворкін
Рональд Майльс Дворкін (англ. Ronald Myles Dworkin; 11 грудня 1931, Вустер, Массачусетс — 14 лютого 2013, Лондон) — американський і британський юрист, політолог, філософ і теоретик права, творець концепції «права як цілісності/чесності» (law as integrity).

## Біографія

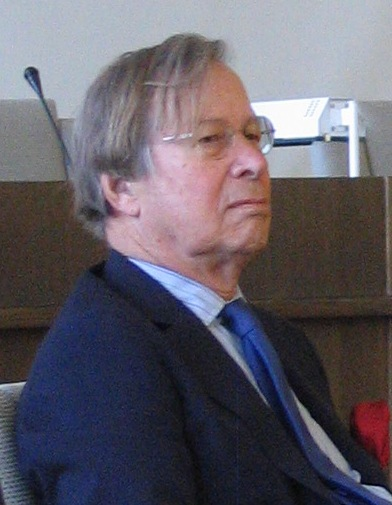

Рональд Дворкін вчився в Гарвардському університеті, потім із значними успіхами в Оксфордському, закінчив його, повернувся в Америку і працював помічником суді в Апеляційному суді другого округу. Працював адвокатом в Нью-Йорку, потім став викладати в Єльському університеті. З 1969 очолив кафедру юриспруденції в Оксфорді, змінив Герберта Харта. З кінця 1970-х одночасно викладав в Нью-Йоркському університеті і Нью-Йоркській правовій школі. Після виходу на пенсію в Оксфорді отримав посаду Quain-професора юриспруденції в Університетському коледжі Лондона (1998–2005). Королівський радник з права, член Британської академії.
Дворкін помер 14 лютого в Лондоні від лейкемії, в померлого залишилась вдова Ірина, двоє дітей і двоє внуків.

## Загальна характеристика вчення
Як критик правового позитивізму Герберт Харт Дворкін вважав, що право є «інтерпритуючим» і слідує із інституціональної історії правової системи. Суддя, приймаючи рішення, інтерпретує інституціональний попередній досвід, «оправдовуючи» і «обґрунтовуючи» його. «Конструктивістська інтерпретація права заснована на політичній легітимізації даної конкретної традиції, яка втілена в доступному матеріалі минулого». Це обґрунтування і є моральним принципом даної правової системи («право як чесність» або «цілісність»). Звідси слідує, що існує найкраще з моральної («найбільш принципової») точки зору рішення всіх справ, і причому тільки одне. Дворкін сконструював уявну фігуру «юридичного Геркулеса», судді з необмеженими знаннями принципів права і необмеженим часом прийняття рішень; він стверджував, що такий суддя буде непогрішним. Згідно з Дворкіном право і моральність зв'язані (на відміну від позитивіської байдужості до моралі), але зв'язані епістемічним, а не «природним» чином, як в концепціях «природного права» XVIII століття.
Критики Дворкіна (Aleksander L. Striking back at the empire: a brief survey of problems in Dworkin's theory // Law and Philosophy. 1987. N 6. P. 419) вважають, що моральні принципи права такі ж неоднозначні і складні, що і право в сенсі сукупності актів, і його «Геркулес» може так само опинитися перед дилемою. Інші стверджують, що його теорія — лише риторичні прикраси, а на практиці вона зводиться до аполегітики рішень Верховного суду США і представлена суддям в занадто великій свободі прийнятті решень. Погляди Дворкіна, дійсно, зв'язані з сформованою американською правовою традицією, в рамках якої судове рішення відображає зв'язок більшості неюридичних факторів.
Дворкін вніс також внесок в теорію лібералізму, в поняття рівності і свободи (в обговоренні свободи він продовжує деякі положення Ісаї Берліна).

## Детальна характеристика правових поглядів

### «Право» як правило і принцип
Дворкін як визначний критик позитивізму відкидає цю теорію на всіх мислимих рівнях. Він заперечує можливість якоїсь загальної теорії існування і змісту права; він заперечує, що місцеві теорії певних правових систем можуть визначити закон без звернення до його суті, і він відкидає весь інституційний погляд позитивізму. Теорія права для Дворкіна - це теорія про те, як мають вирішуватися юридичні справи, і він починає не з оцінки політичної організації, а з абстрактного ідеалу, що регулює умови, за яких уряди можуть використовувати примусову силу щодо своїх підданих.
Дворкін є найвідомішим критиком юридичного позитивізму Харта; він подає повний виклад цієї критики у своїй книзі «Імперія права». Теорія Дворкіна є – «інтерпретивною». Право – це все, що випливає з конструктивної інтерпретації інституційної історії правової системи.
Дворкін стверджує, що моральні принципи, якими люди дорожать, іноді є помилковими, навіть до такої міри, що деякі злочини є прийнятними, якщо чиїсь принципи достатньо спотворені. Щоб дізнатися і застосувати ці принципи, суди тлумачать правові дані (законодавство, казуси тощо) з метою формулювання тлумачення, яке найкраще пояснює і виправдовує минулу юридичну практику. Всі тлумачення,щоб мати сенс, повинні випливати, на думку Дворкіна, з поняття "права як цілісності».
Виходячи з ідеї, що право, таким чином, є "інтерпретивним", Дворкін вважає, що в будь-якій ситуації, де юридичні права людей є спірними, найкраща інтерпретація передбачає правильну відповідь. Дворкін виступає проти ідеї, що судді мають свободу розсуду в таких складних справах.
Модель Дворкіна також пов'язана з поняттям Харта «правило визнання». Дворкін відкидає його концепцію головного правила в кожній правовій системі, яке вказує, що є правом, тому що з неї випливало б, що процес ідентифікації права має бути несуперечливим, тоді як, на думку Дворкіна, люди мають юридичні права навіть у тих випадках, коли правильний юридичний висновок є предметом обґрунтованих дискусій.
У той час як Дворкін відходить від позитивістського відокремлення права від моралі, його концепція припускає, що ці два явища пов'язані швидше в епістемологічному, а не онтологічному сенсі, як це трактує традиційна природно-правова концепція.

### Теза щодо правильної відповіді
Припустимо, законодавчі органи прийняли статут, згідно з яким святотатські договори відтепер недійсні". Спільнота розділена щодо того, чи контракт, підписаний у неділю, тільки з цієї причини є святотатським. Відомо, що мало хто з законодавців переймався цим питанням, коли голосував, і що тепер їхні думки розділяються порівну щодо тлумачення цього питання таким чином. Том і Тім підписали контракт у неділю, і Том зараз судиться з Тімом, щоб забезпечити виконання умов договору, чинність якого у Тіма викликає сумнів. Чи можемо ми сказати, що суддя повинен шукати правильну відповідь на запитання про те, чи контракт Тома є дійсним, хоча спільнота розділилася щодо правильної відповіді? Чи не реалістичніше сказати, що в цьому разі просто немає правильної відповіді?
В одній з найцікавіших і суперечливих тез Дворкіна стверджується, що закон, якщо його правильно інтерпретувати, дасть відповідь. Це не означає, що кожен матиме одну й ту саму відповідь (одностайну щодо того, що є "правильним"), або якщо б і мав, то відповідь не матиме однаково точного обґрунтування у кожного; а це скоріше означає, що існує необхідна відповідь для кожного, якщо він правильно розв’язуватиме юридичне питання. Це випливає з правильного методу, закладеного в метафорі судді Геркулеса, ідеального судді, дуже мудрого і з повним знанням правових джерел. Геркулес (ім’я походить від класичного міфологічного героя), окрім того, має багато часу для прийняття рішення. Діючи на основі посилки, що закон є суцільною тканиною, Геркулес має побудувати теорію, що найкраще описує та виправдовує право як цілісність для того, щоб вирішувати будь-який конкретний казус. Геркулес, як стверджує Дворкін, завжди приходитиме до однєї правильної відповіді.
Дворкін не заперечує, що компетентні юристи часто не погоджуються, яким є рішення в даному випадку. Навпаки, він стверджує, що вони не погоджуються щодо правильної відповіді у справі, відповіді, яку б надав Геркулес.
Критики Дворкіна стверджують не лише, що правильний закон (тобто, джерела права в позитивістському сенсі) сповнений прогалин і невідповідностей, але й що інші правові стандарти (у тому числі принципи), можуть бути недостатніми для прийняття рішення у важкій справі, а деякі з них можуть бути несумірними. У кожній із цих ситуацій навіть Геркулес постав би перед дилемою, і жодна з можливих відповідей не є правильною.

### Дискусія стосовно тези щодо правильної відповіді
Дворкін захищає свою позицію, говорячи, що судді, які не є Геркулесами, як і пересічні люді, знаходять свій шлях і вибирають між варіантами і цінностями, які вважаються несумірними. Дворкін також стверджує, що завжди можна знайти інші норми або принципи для вирішення конфлікту між певними правилами, про які йдеться. Однак, такий самий контраргумент щодо принципів та моральних стандартів, які є несумірними, напевно поширюватиметься на інші принципи або правила, які в подальшому можуть бути виявленими в цьому процесі.
Іншими словами, твердження, що завжди може бути більше принципів або норм, які можна взяти до уваги, нічого не доводить стосовно природи цих додаткових принципів або стосовно твердження Дворкіна, що пошук відповіді в руках всемогутнього судді Геркулеса в кінцевому підсумку зупиниться (коли буде знайдено правильну відповідь). Насправді, протилежний висновок також може бути виведений з твердження Дворкіна – пошук відповіді під керівництвом такої всезнаючої фігури, розтягнеться до нескінченності. Таким чином, у той час як "правильна" відповідь може бути доступна на будь-якому даному етапі, остаточної правильної відповіді Геркулес ніколи не досягне.
Метафора Дворкіна про суддю Геркулеса має деяку схожість з «вуаллю невігластва» Ролза та ідеальної мовленнєвої ситуації Габермаса – в тому, що всі вони передбачають ідеалізовані методи досягнення певних належних нормативних суджень. Ключове розходження з метафорою Дворкіна полягає в тому, що завіса невігластва Ролза здійснює майже плавний перехід від суто ідеального до практичного. Наприклад, по відношенню до політики в демократичному суспільстві це спосіб сказати, що ті, хто у владі, повинні постійно ставитися до політичної опозиції так, як вони хотіли, щоб ставилися до них, коли вони перебуватимуть в опозиції, тому що їхнє теперішнє становище не гарантує від переходу в опозицію. Суддя Геркулес Дворкіна, з іншого боку, є чисто ідеалізованою концепцією, тобто, якщо така фігура існувала б, вона б прийшла до правильної відповіді у будь-якій моральній дилемі. Щодо критики цих рядків див. Lorenzo Zucca's Constitutional Dilemmas.
Теза Дворкіна щодо правильної відповіді позбавляє успіху його випади проти скептичних аргументів, що правильні відповіді в морально-правових дилемах не можуть бути знайдені.

### Моральне прочитання Конституції
У своїй нещодавній книзі Hans Kelsen, Sandrine Baume  визначила Рональда Дворкіна як провідного захисника "сумісності судового контролю з самими принципами демократії. "Бауме визначила Джона Харта Елі поряд з Дворкіним головними захисниками цього принципу в останні роки,в той час як опонентами цього принципу "сумісності" були названі Брюс Акерман і ДжереміУолдрон. Дворкін був тривалий час прихильником принципу морального прочитання Конституції, лінії підтримки якого, як він розглядає, тісно пов'язані з розширеними версіями судового контролю у федеральному уряді.

### Теорія рівності
Дворкін також вніс важливий вклад в те, що іноді називають дискусією про «рівність чого?» «equality of what. У знаменитій парі статей і своїй книзі «Головна Чеснота» він виступає за теорію, яку він називає «рівність ресурсів». Ця теорія об'єднує дві ключові ідеї. Перша – це та, що люди несуть відповідальність за вибір, який вони роблять у житті.
Друга – це та, що природні багатства інтелекту і таланту є морально довільні і не повинні впливати на розподіл ресурсів у суспільстві. Як і решта роботи Дворкіна, його теорія рівності спирається на основний принцип, що кожна людина має право на рівну турботу і повагу в структурі суспільства. Теорія рівності Дворкіна вважається одним з різновидів егалітаризму (Luck egalitarianism), але він відмовляється від цього твердження (Philosophy and Public Affairs, v. 31: 2).

### Позитивна і негативна свобода
В есе "Чи конфліктують цінності? Підхід їжака" (Arizona Law Review, Vol 43:2)Дворкін заявляє, що цінності свободи і рівності не обов'язково вступають у конфлікт. Він критикує концепцію свободи Ісайї Берліна як "плоску" і пропонує нову, "динамічну" концепцію свободи, припускаючи, що ніхто не може сказати, що свобода особи порушується, коли їй перешкоджають у вчиненні вбивства. Таким чином, не можна сказати, що свобода була порушена, адже нічого поганого зроблено не було. Відповідно: свобода тільки тоді є свободою, коли ми робимо все, що хочемо, поки не обмежуємо права інших.

## Особисте життя
Під час роботи на суддю Лернда Хенда, Дворкін зустрів свою майбутню дружину, Бетсі Росс, з якою він мав близнюків Ентоні і Дженніфер. Бетсі була дочкою успішного нью-йоркського бізнесмена. Вони перебували в шлюбі з 1958 року. У 2000 Бетсі померла від раку. Дворкін пізніше одружився з Ірен Брендел, колишньою дружиною піаніста Альфреда Брендела. Дворкін помер від лейкемії у Лондоні 14 лютого 2013 у 81 рік. У нього залишилися вдова Ірен, двоє дітей та двоє онуків.

## Нагороди
У вересні 2007 року Дворкін був удостоєний Міжнародної премії пам’яті Гольберга. Академічний комітет Премії Гольберґа визнав, що Дворкін "розробив ліберальну егалітарну теорію" і підкреслив зусилля Дворкіна в розвитку "оригінальної і дуже впливової правової теорії фундаментального закону моральності, який характеризується унікальною здатністю зв'язувати абстрактні філософські ідеї і аргументи з конкретними повсякденними проблемами в сфері права, моралі і політики".
Огляд американського права Нью-Йоркським університетом присвятив Дворкін свій випуск у 2006 року.
У 2006 році Юридичний науково-дослідний інститут Національного автономного університету Мексики нагородив Дворкіна Міжнародною премією з правових досліджень "Dr. Héctor Fix-Zamudio"..
У червні 2000 року присвоєнно звання Почесного доктора Університету Пенсільванії. У червні 2009 року присвоєно звання Почесного доктора права Гарвардського університету. У серпні 2011 року Університет Буенос-Айреса нагородив Дворкіна званням Почесного доктора. У резолюції наголошується, що він "невпинно захищав верховенство закону, демократії та прав людини». Це були одним із ряду почесних докторських ступенів, наданих йому.
14 листопада 2012 року, він отримав Премію Бальзана за Юриспруденцію в палаці Квиринале, Рим, від Президента Італійської Республіки. Премія Бальзана була присуджена "за його фундаментальний внесок в юриспруденцію, що характеризуються видатною оригінальністю та ясністю думки в постійній і плідній взаємодії з етичними та політичними теоріями і з юридичними практиками". Він був почесним Королівським адвокатом.